# Mont Bana
Le mont Bana est un sommet culminant à 2 045 mètres d'altitude sur les hauts plateaux de l'Ouest du Cameroun, en « pays » Bamiléké, constituant une partie de la ligne du Cameroun. Il est le 15e sommet du Cameroun.

## Géographie

### Faune et flore
Les résultats d'études sur ce secteur de forêt montagnarde, résultats complétés et élargis au massif avoisinant permettent d'observer des rhopalocères capturés au-dessus de 1 800 m d'altitude. Avec 167 espèces recensées, la faune de rhopalocères de l'étage montagnard du mont Bana apparaît comme la plus riche de la Dorsale camerounaise.
L'inventaire des espèces est incomplet et demande l'ajout d'espèces planitiaires :
- charaxes ;
- lycènes ;
- hesperides.

Les plantations d'eucalyptus sont plus diversifiées au niveau des lisières que dans le sous-bois.
Situé au sud de la route Bafang-Bangangté, le site comprend une zone de forêt relique isolée dans une cuvette près du sommet du mont Bana, à environ 2 000 m d'altitude. La végétation comprend des forêts subalpines entourées d'eucalyptus. Elle est également constituée de galeries forestières le long des lignes de drainage.